# 블라디미르 베아라
블라디미르 베아라(크로아티아어: Vladimir Beara, 세르비아어: Vladimir Beara 또는 Владимир Беара, 1928년 11월 2일 ~ 2014년 8월 11일)는 유고슬라비아의 축구 골키퍼이자 감독이었다.
별명은 위대한 블라디미르(Veliki Vladimir)와 강철주먹의 발레리나(Balerina s čeličnim šakama), 고무 인간(Čovjek od gume) 등이었다.

## 클럽 경력
베아라는 1928년 세르비아인 가정에서 오늘날 크로아티아의 신 가까이에 있는 젤로보에서 태어났다. 1947년부터 HNK 하이두크 스플리트에서 뛰며 1950년과 1952년, 1955년에 유고슬라비아 1부 리그에서 우승을 했다. 1955년 FK 츠르베나 즈베즈다로 팀을 옮겼고 1956년과 1957년, 1959년 1960년에 리그 우승을 했고, 1958년과 1959년에는 티토 원수 컵에서도 우승을 했다. 1960년에 독일로 건너가 알레마니아 아헨과 FC 빅토리아 쾰른에서 뛴 뒤 1964년을 끝으로 은퇴를 했다.
1958년 뮌헨 비행기 참사가 일어나기 앞서 베아라는 맨체스터 유나이티드 FC와 마지막으로 경기를 한 FK 츠르베나 즈베즈다의 골키퍼였다. 또한 상대팀이 프리킥 기회를 얻은 경우 수비벽을 세우지 않았다.

## 국가대표팀 경력
베아라는 1950년부터 1959년까지 유고슬라비아 축구 국가대표팀에서 뛰었다. 국가대표팀에 뽑힌 뒤 1950년 11월 22일에 아스널 스타디움에서 펼친 잉글랜드와의 경기에서 선방을 보여주어 인기를 얻어 위대한 블라디미르라는 별명을 얻었다. 1952년 하계 올림픽에도 참가해 결승전에서 헝가리와 만나 푸슈카시 페렌츠의 페널티킥을 막는 등 활약했지만 준우승에 머물렀다. 월드컵에는 1950년과 1954년, 1958년에 출전했다. 1953년 11월 21일에는 유럽 연합팀으로 뽑혀 웸블리 스타디움에서 잉글랜드 축구 국가대표팀과 경기를 갖기도 했다.

## 감독 경력
1967년에 베아라는 독일 스포츠 대학 쾰른의 스포츠 학교에서 감독 과정을 마쳤고 독일과 네덜란드, 오스트리아, 유고슬라비아의 팀에서 감독을 맡았고 카메룬 축구 국가대표팀의 감독을 맡기도 했다. 1971년에는 베아라 자신이 뛰던 HNK 하이두크 스플리트의 수석 코치로 팀의 리그 우승을 도왔는데, 베아라가 1955년에 팀을 떠난 뒤 처음으로 한 리그 우승이었다.

## 사망
2014년 8월 11일 사망했다. 베아라의 가족들은 베아라가 죽기 전에 뇌졸중을 앓았다고 했다.

## 평가
"좋은 골키퍼가 되려면 그처럼 많은 것을 갖고 있어야 합니다. 그는 용기와 자신감을 가져야 합니다."— 골키퍼에 관한 베아라 자신의 의견.

"골대에서의 나의 자신감과 내가 공을 쉽게 잡을 수 있었던 방법, 그리고 슛을 막는 내 기술은 루카 칼리테르나 감독에게서 배웠습니다. 나와 루카가 했던 연습은 간단한 훈련이었습니다. 루카는 야구공 정도 크기의 작은 공을 잡게 했기 때문에 축구공을 잡는 것은 매우 쉬웠습니다."— 골키퍼 기술에 관한 베아라 자신의 의견.

"베아라가 휜 발로 하는 점프와 다이빙, 그리고 베아라의 균형잡힌 몸은 매력적이어서 베아라에게는 재미있고 아름다운 분위기가 있었습니다. 베아라는 항상 발가락으로 구부러진 용수철처럼 하면서 달려나갈 준비가 돼 있었습니다."— 밥 윌슨.

"나는 세상에서 가장 뛰어난 골키퍼가 아니라, 블라디미르 베아라입니다."— 레프 야신.